# Nino Longobardi (giornalista)
Nino Longobardi, all'anagrafe Gaetano Longobardi (Torre del Greco, 15 ottobre 1925 – Roma, 25 novembre 1996), è stato un giornalista, scrittore e conduttore televisivo italiano, opinionista del quotidiano «Il Messaggero» per più di vent'anni.

## Biografia
Nino Longobardi nasce a Torre del Greco dove suo padre, tra il 1927 e il 1937, riveste la carica di podestà. Entra nel giornalismo al Corriere di Napoli e poi collabora con Il Lavoro illustrato. È poi notato dall'editore Leo Longanesi, che lo lancia nel suo quindicinale «Il Borghese».

### Al Messaggero di Roma con Alessandro Perrone
(Nino Longobardi)
Nel 1951, quando ha ventisei anni, il proprietario-direttore del «Messaggero», Alessandro Perrone, assume Longobardi come inviato speciale. Per un’inchiesta sulla Sardegna gli è assegnato un primo Premio Marzotto.
Nonostante i riconoscimenti, il mestiere di inviato speciale non fa per Longobardi, che convince Perrone ad affidargli una rubrica in terza pagina, intitolata  “Cronache italiane”.  Il successo della sua prosa originale, prepotente e arguta è tale che il direttore gli concede la più completa fiducia e il privilegio di chiamarlo “Sandrino”. Longobardi, al contrario, inventa per lui il nomignolo “Il Principe”, suscitando l'ilarità dei colleghi.
Nel 1964, per la sua vena polemica vince il Premiolino, il più antico premio giornalistico italiano e, per “Cronache italiane”, un secondo Premio Marzotto.
Nel 1971, con prefazione di Alessandro Perrone, raccoglie i suoi articoli più significativi nel libro “Diario di un ex-fumatore”, un esilarante scritto apparentemente dedicato a chi fuma e a chi non fuma. Il libro è tra i quattro finalisti del Premio Estense 1971. Nel 1973, su soggetto suo,  il regista Giorgio Capitani gira il film La schiava io ce l'ho e tu no.
Dopo il 1968 Perrone colloca «Il Messaggero» su posizioni sempre più a sinistra e, nel 1974, cede la proprietà della testata alla Montedison, che nomina direttore l'ex partigiano Italo Pietra. Non più coperto della fiducia del precedente direttore, Longobardi lascia il «Messaggero» e prosegue la sua attività giornalistica nel quotidiano romano del pomeriggio «Vita Sera» del politico democristiano Luigi D'Amato.
Nel 1976, Longobardi scrive il semi-autobiografico “Il figlio del Podestà”, edito da Rusconi, dove narra, con il suo particolare umorismo, fatti e misfatti locali che rapporta a quelli dell'Italia del suo tempo. Il figlio del podestà era anche il nipote di un antifascista, il vero o presunto “zio Amedeo”. Il libro vende centomila copie.

### Longobardi mattatore a Televita
Nel 1977 Luigi D'Amato, giornalista e politico democristiano, fonda Televita e affida il microfono a Longobardi che ne diviene il mattatore. I suoi programmi, “Il quarto d'ora di Nino Longobardi” e, soprattutto, “I pugni sul tavolo”, diventano oggetto di culto. L'abitudine del conduttore di accompagnare la sua fragorosa oratoria con terribili manate sulla scrivania genera un successo mediatico straordinario. Longobardi utilizza come alter ego la saggia figura del fantomatico “zio Amedeo” e inveisce contro tutto e tutti, in particolare contro Maurizio Costanzo, Dario Fo, Franco Zeffirelli, il presidente della RAI Paolo Grassi, l'onorevole Giulio Andreotti ma, soprattutto, contro il sindaco di Roma Giulio Carlo Argan, al quale rinfaccia continuamente il suo passato in camicia nera.
Longobardi raccoglie le sue tematiche principali in un terzo libro, intitolato “Bontà mia (e… di mio zio Amedeo)”, edito ancora dall'editore Volpi, nel 1977. Nel settembre del 1979, nel pieno della campagna denigratoria nei suoi confronti, Argan si dimette.
Nello stesso anno, Longobardi collabora al soggetto del film Io sto con gli ippopotami, di Italo Zingarelli (1979). Quando D'Amato acquista Tele Italia 41, il giornalista si alterna tra Televita e la nuova emittente. Poi, il 21 maggio 1981, il suo nome compare nella lista degli appartenenti alla P2, con tessera n. 368, ed è costretto a farsi da parte.
Nel giugno dello stesso anno Longobardi fonda il quotidiano, orientato a destra, «I pugni sul tavolo», che ha breve vita. Ha fondato anche una sua personale agenzia d'informazione, Italmondo.

## Citazioni
L'espressione "I pugni sul tavolo", lanciata da Longobardi, è stata ripresa anni dopo dal cantautore Felice Marra, che l'ha utilizzata per intitolare una canzone scelta da Beppe Grillo come inno del Movimento Cinque Stelle, in occasione delle Elezioni europee del 2014.

## Opere

### Libri
- Diario di un ex-fumatore, Giovanni Volpe editore, Roma, 1971
- Il figlio del podestà, Rusconi, Milano, 1976
- Bontà mia (… e di mio zio Amedeo), Giovanni Volpe editore, Roma, 1977

### Filmografia
- Il trapianto, regia di Steno (1970) – soggetto
- La schiava io ce l'ho e tu no, regia di Giorgio Capitani (1973) – soggetto
- Io sto con gli ippopotami, regia di Italo Zingarelli (1979) – soggetto